# 김윤근 (축구인)
김윤근(한국 한자: 金允根, 1972년 9월 22일 ~ )은 대한민국의 전직 축구 선수이다. 현역 시절 포지션은 공격수였다.

## 선수 경력
김윤근은 1995시즌을 앞두고 프로 무대에 데뷔했으며 대학(동아대) 동기 윤정환과 함께 향후 유공을 이끌어갈 주자로 각광받았다.
1995년 6월 21일 LG 치타스와의 경기에서 프로 데뷔골을 기록했으나 이 해 2골에 그쳤으며 2년차인 1996년 대학 동기 윤정환과 1년 후배 이원식 등이 올림픽팀에 차출된 틈을 타 7골을 기록했지만 이 해를 끝으로 한동안 프로무대에서 자취를 감췄고 1999년 돌아왔으나 2000년까지 한 경기도 뛰지 못했으며 결국 2000년을 끝으로 은퇴했다.